# Maria Grazia Boni
Maria Grazia Boni (Sonnino, 1797 – Sonnino, ...) è stata una brigante e modella italiana.

## Biografia
Nacque a Sonnino nel 1797, sorella di Teresina (1802), figlie di un cacciatore. All'età di 15 anni sposa Marco Caperchio, diciassettenne mandriano, o secondo altre fonti già brigante. Da questa unione nacque un figlio, morto presto. Anche il marito ebbe stessa sorte, per mano di Mattia Caputi: fu ucciso nei pressi di Roma per vendetta. Poco dopo si sposò nuovamente, questa volta con Francesco Nardelli, mentre la sorella prende come marito proprio Mattia Caputi. Dall'unione con Nardelli Maria Grazia ebbe due figli, si trasferì con la famiglia a Terracina ma dopo poco tempo l'uomo si unì come brigante ad una banda di Sonnino e, per seguire il marito, Maria Grazia ritornò a Sonnino dai suoi parenti.
In seguito all'inasprimento delle misure per la lotta al brigantaggio, fu ordinata la distruzione di Sonnino e la conseguente deportazione delle famiglie del luogo (inizialmente circa 200 persone). Maria Grazia e Teresina vennero imprigionate nel Reclusorio degli accattoni ricavato nei ruderi delle Terme di Diocleziano (secondo altre fonti fu uno stabilimento di lavoro) a Termini, al contrario degli uomini che vennero portati nel carcere di Castel Sant'Angelo. Nardelli era ancora alla macchia quando fu emanato un decreto di amnistia: secondo il racconto di Maria Grazia, il marito avrebbe sbagliato sede vescovile dove consegnarsi, cioè Terracina invece che Piperno, secondo altre fonti invece non sarebbe arrivato secondo i tempi stabiliti dal decreto. Nardelli fu allora arrestato e condotto al carcere del Porto d'Anzio. Quando papa Leone XII ordinò di trasferire i briganti a Civitavecchia, Nardelli riuscì a fuggire insieme ad un compagno rifugiandosi a Terracina; qui si riunì ad una banda ancora attiva in zona e durante uno scontro a fuoco con i soldati rimase ferito e fu trasportato all'ospedale di Gaeta, alle Mole di Gaeta, e successivamente imprigionato.
In seguito a questo episodio, Maria Grazia decise di sposarsi per la terza volta con un cappellaio di origini gitane di nome Kimerly da cui ebbe un figlio. In seguito alla morte del terzo marito e del figlio fece nuovamente ritorno a Sonnino. Qui fu raggiunta dallo scrittore Edmond About che ne raccolse le sue memorie.

## La modella
Durante la permanenza a Termini, tutti i giorni passavano soprattutto degli artisti appartenenti all'Accademia di Francia a Roma per copiare e riprodurre i costumi indossati. Louis Léopold Robert e Achille-Etna Michallon presentarono richiesta per entrare in carcere attratti dalla bellezza delle donne e dei costumi indossati: fu così che Maria Grazia iniziò a posare come modella per Jean-Victor Schnetz (in precedenza già direttore dell'Accademia, e allievo di Jacques-Louis David come lo stesso Robert), mentre sua sorella Teresina divenne la modella preferita proprio di Robert "per la gentilezza dei suoi tratti".
Al momento della sua liberazione fece fortuna negli atelier romani:«Era il vero tipo della moglie del brigante, superba di statura e di forme – con una testa coronata dalle più magnifiche boccolature – forte, altezzosa, impavida, con l'occhio e il gesto di comando, qualcosa di simile a quel genio della libertà celebrato nei ditirambi dei poeti.»

### Galleria d'immagini
(Stendhal)

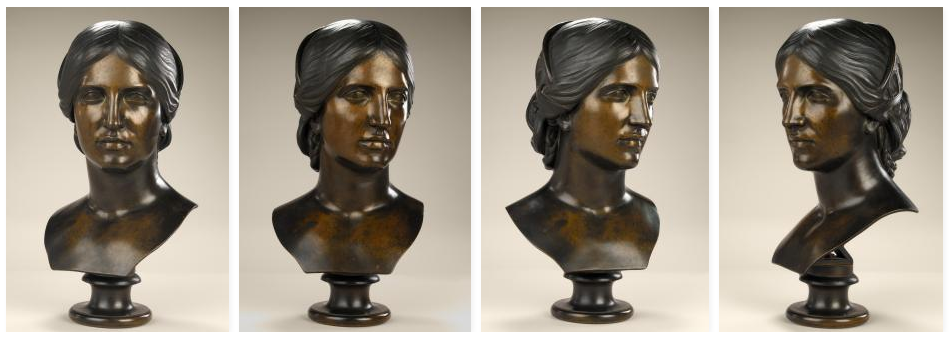
La Grazia, busto in bronzo realizzato da Henry Kirke Brown (modellato nel 1844 a Roma, realizzato nel 1850), conservato nello Smithsonian American Art Museum, raffigurante Maria Grazia Boni.
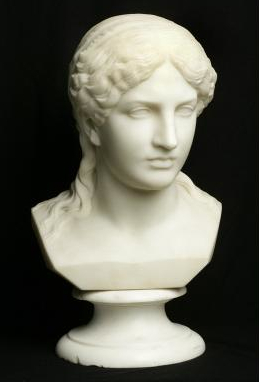
La Grazia, busto in marmo bianco realizzato da Henry Kirke Brown (1845 circa), conservato nel New York Historical Society Museum & Library, raffigurante Maria Grazia Boni.
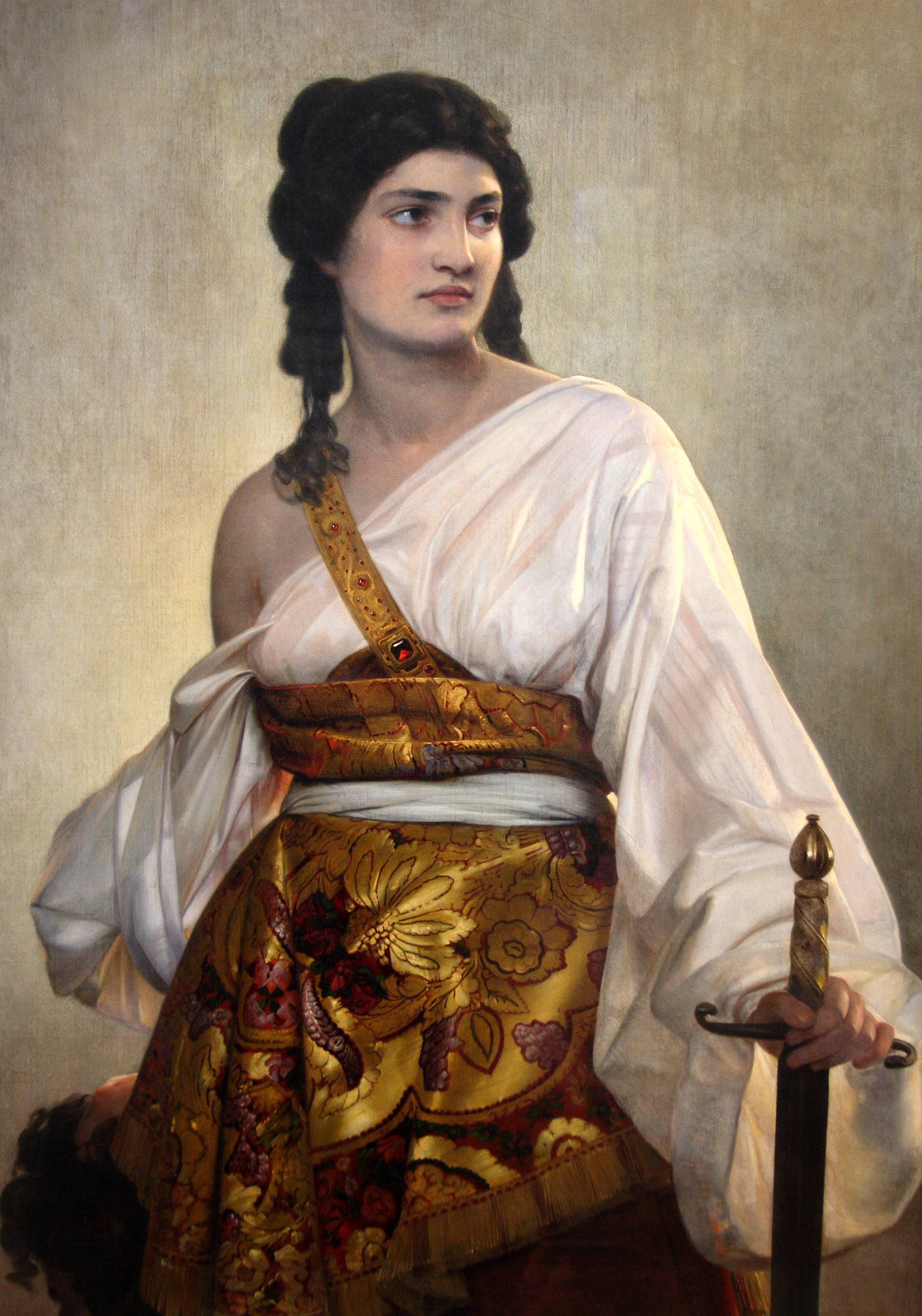
Maria Grazia da Sonnino nei panni di Giuditta di August Riedel[11].
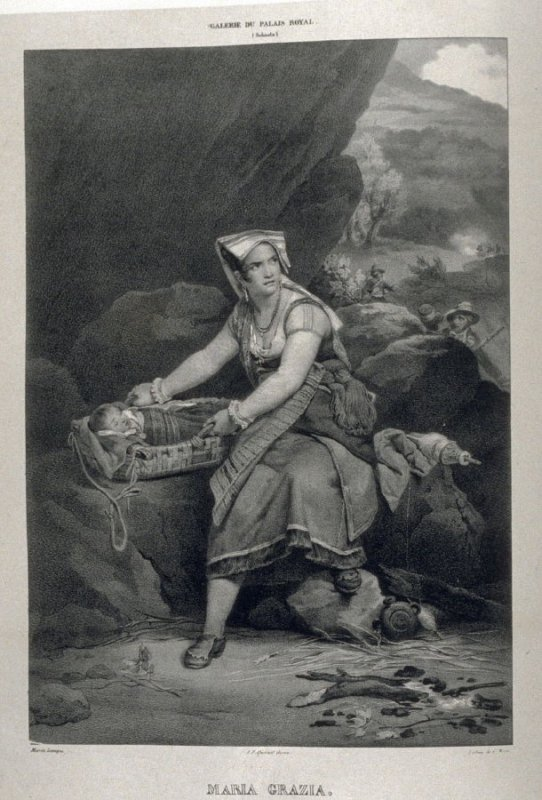
Maria Grazia, femme du brigand di Jean-Victor Schnetz, raffigurante Maria Grazia Boni
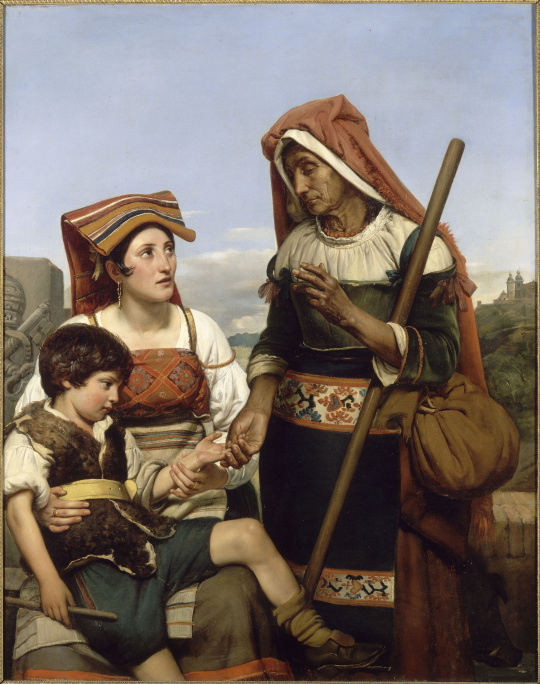
Enfance de Sixte Quinte di Jean-Victor Schnetz, raffigurante Teresina Boni
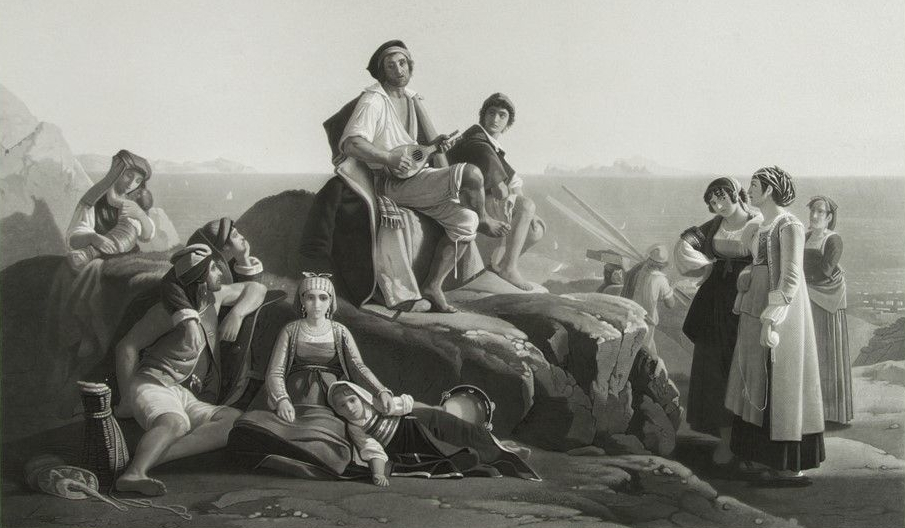
Improvisateur Napolitain di Leopold Robert, raffigurante Teresina Boni
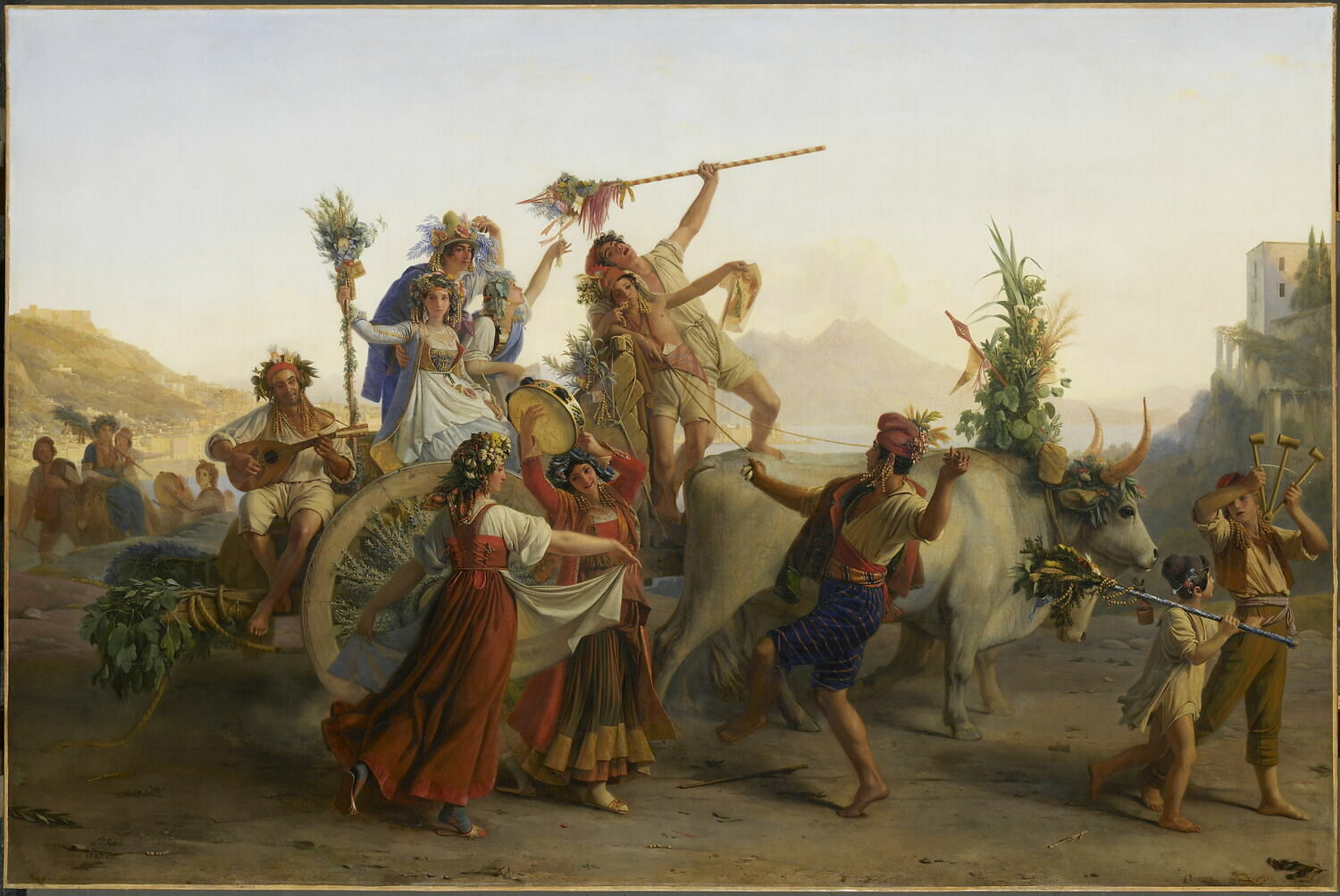
Le retour de la fête de la Madone de l'Arc di Leopold Robert, raffigurante Teresina Boni[1][9].
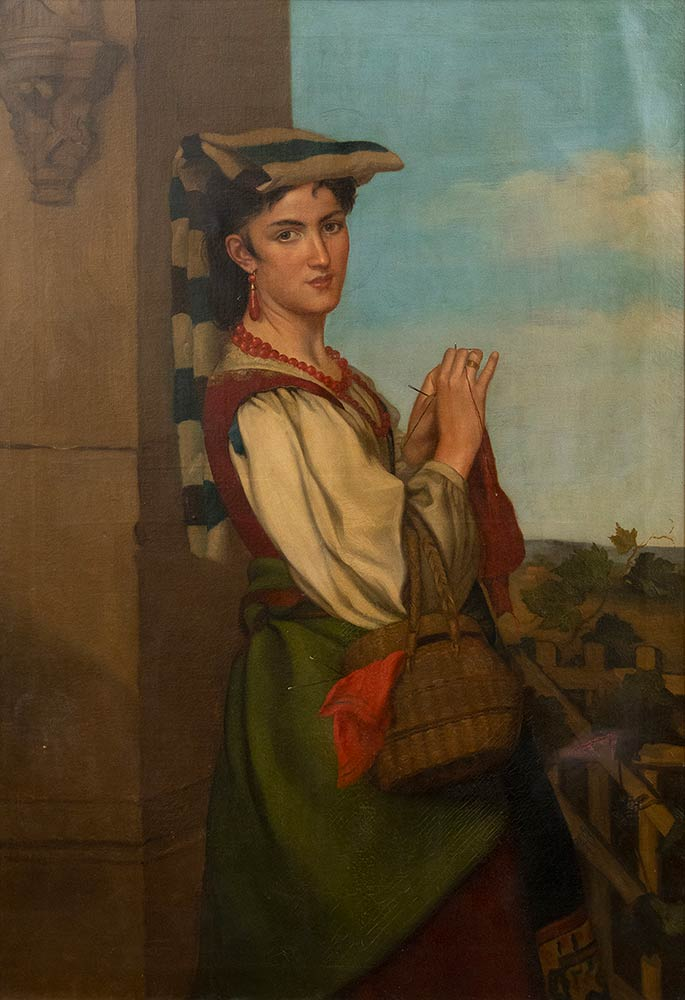
Maria Grazia Boni lavora a maglia.
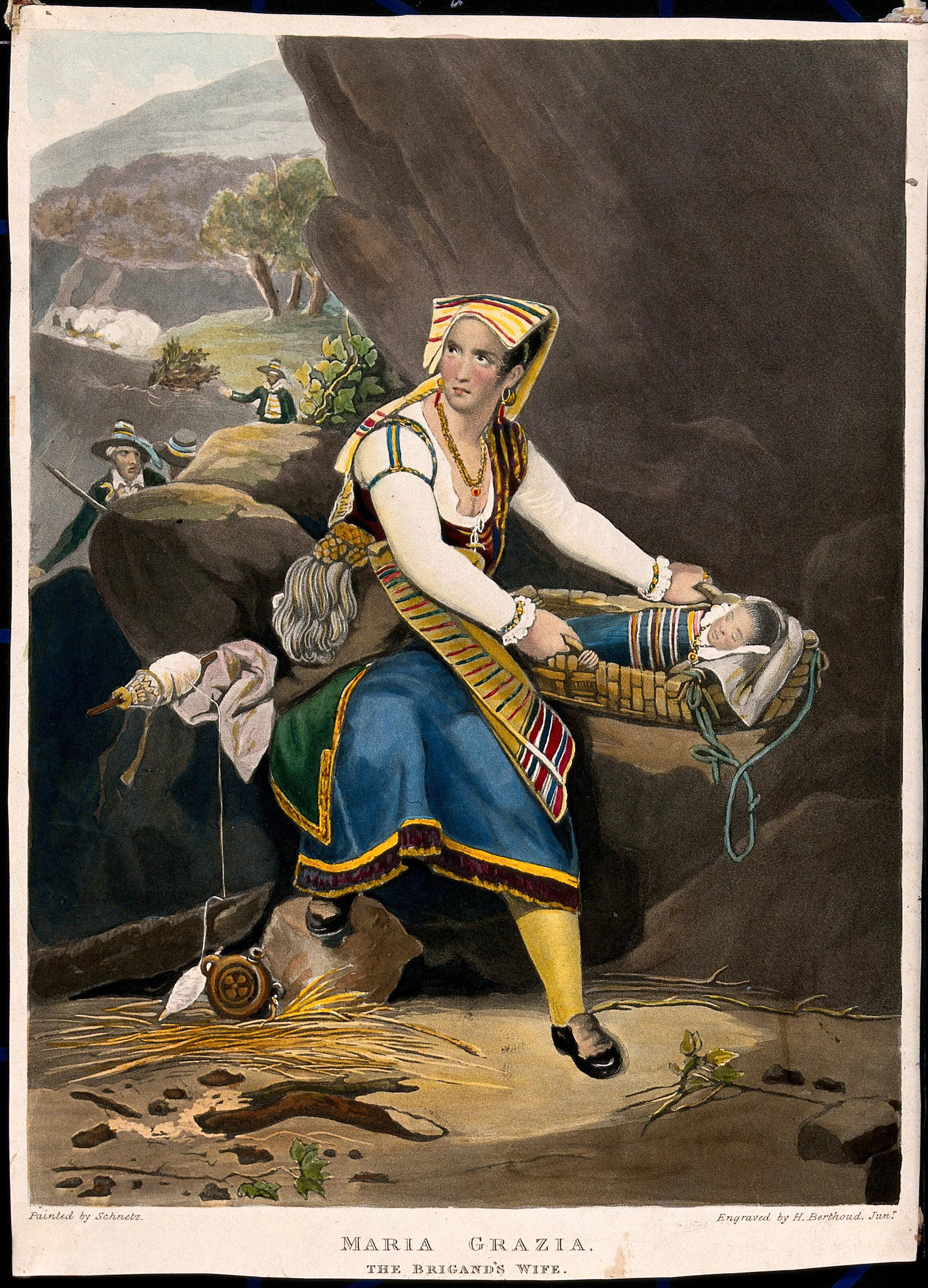
La donna si nasconde in una grotta con un bambino nella culla mentre gli uomini cacciano.